# Palo (flamenco)
Pour les articles homonymes, voir Palo.

Le palo est un terme utilisé en flamenco pour désigner les diverses formes musicales. 

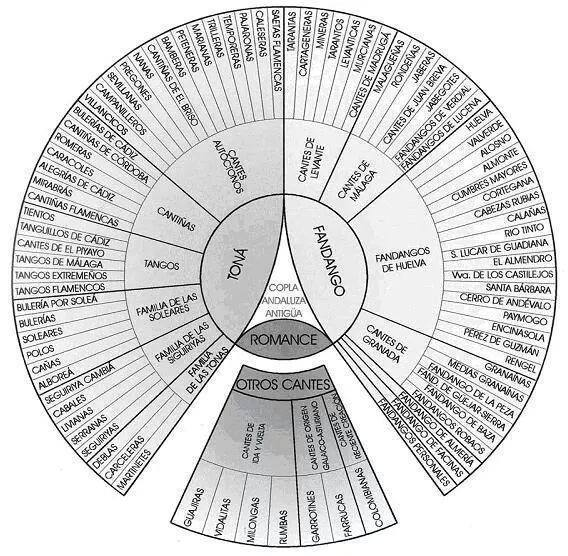
Palos flamencos.

## Définition
L'Académie royale espagnole définit le palo comme chacune des variétés traditionnelles du chant (cante) flamenco : « Cada una de las variedades tradicionales del cante flamenco ».